# Dragan Pajić
Dragan Pajić, hrvaški general, * 16. julij 1920, Vojnić, † 1. april 2016, Zagreb.

## Življenjepis
Leta 1941 je vstopil v NOVJ in KPJ. Med vojno je bil načelnik štaba 2. brigade 8. divizije, poveljnik 3. in 1. brigade 8. divizije,...
Po vojni je bil poveljnik brigade, načelnik štaba divizije, načelnik artilerije armade,...